# خانه سرهنگ وثیق
خانه سرهنگ وثیق مربوط به دوره قاجار است و در اصفهان، میدان کهنه، خیابان هارونیه، کوچه حمام مشیر واقع شده و این اثر در تاریخ ۱۸ آذر ۱۳۵۴ با شمارهٔ ثبت ۱۲۵۱ به‌عنوان یکی از آثار ملی ایران به ثبت رسیده‌است.